# Przedsiębiorstwo Produkcyjne „Unitra-Lipsk”
Przedsiębiorstwo Produkcyjne „Unitra-Lipsk” – utworzony w latach 70. XX w. zakład, będący oddziałem przedsiębiorstwa Unitech. Przedsiębiorstwo zajmowało się produkcją podzespołów indukcyjnych do telewizorów; obecnie nie istnieje.